# Charlie Kennedy
Charles Sumner „Charlie“ Kennedy (* 2. Juli 1927 in Staten Island, New York; † 3. April 2009 in Ventura, Kalifornien) war ein amerikanischer Jazzmusiker (Alt- und Tenorsaxophon).
Kennedy wuchs in Weehawken (New Jersey) auf und begann mit acht Jahren Klarinette zu spielen. Nach ersten Erfahrungen in Schulbands und Orchestern hatte er mit 18 Jahren seinen ersten professionellen Auftritt bei Louis Prima, mit dem auch bald erste Aufnahmen entstanden („The White Cliffs of Dover“). Von 1945 bis 1948 spielte er bei Gene Krupa and His Orchestra, als Solist in Titeln wie „How High the Moon“, „Disc Jockey Jump“ und „I Should Have Kept on Dreaming“. Im Juni 1945 nahm er mit Johnny Guarnieri, Bill De Arango, Al McKibbon und Buddy De Rocco unter eigenem Namen für Savoy mehrere Titel auf wie „I Can’t Give You Anything but Love“, „I Can’t Get Started“, „I’ll See You in My Dreams“ und „Crazy Rhythm“.
Ab 1950 spielte Kennedy an der Seite von Zoot Sims, Georgie Auld und Gerry Mulligan in Chubby Jacksons All Stars Band; ferner wirkte er bei einer privaten Jamsession von Charlie Parker mit. In den folgenden Jahren arbeitete er in New York in den Ensembles und Bigbands von Charlie Ventura, Flip Phillips, Tony Fruscella, Herbie Fields und Chico O’Farrill, an der Westküste ab 1957 bei Bill Holman, Med Flory/Al Porcino und in Terry Gibbs’ Dream Band (1959–1962), in den frühen 1960er-Jahren auch mit Jimmy Witherspoon, Charlie Barnet, in der Dizzy Gillespie Big Band, bei Neal Hefti und Shelly Manne. Letzte Aufnahmen entstanden 1965, als er im Orchester von Marty Paich den Sänger Frankie Randall begleitete (At It Again!). Als Studiomusiker war er an Filmmusiken wie der Verfilmung von My Fair Lady und West Side Story, im Bereich des Jazz zwischen 1943 und 1965 an 101 Aufnahmesessions beteiligt. In den 1970er-Jahren verließ er wegen seiner Familie die Musikszene und arbeitete im Hauptberuf bei der Firma Federal Stamping.